# استیون شیپین
استیون شیپین (به انگلیسی: Steven Shapin)، (زاده ۱۹۴۳ نیویورک) تاریخ‌دان و جامعه‌شناس علم است. او استاد تاریخ علم فرانکلین ل. فورد در دانشگاه هاروارد است. قبل از آن او استاد جامعه‌شناسی دانشگاه کالیفرنیا، سن دیگو و بخش پژوهش‌های علمی دانشگاه ادینبورگ بود.
او مطالب زیادی در تاریخ و جامعه‌شناسی علم نوشته‌است و مشارکت‌کنندهٔ کلیدی جامعه‌شناسی علم محسوب می‌شود. او احتمالاً بیشتر به خاطر کتابش «لویاتان و پمپ هوا:هاب، بویل و زندگی تجربی» که با کمک سایمون شفر نوشته و به خاطر آن جایزه اراسموس سال ۲۰۰۵ را دریافت کردند شناخته شده‌است. کتاب «انقلاب علمی» او که در سال ۱۹۹۶ نوشته به ۱۴ زبان ترجمه شده است.
او افتخارات زیادی از جمله: جایزه جی. دی برنال و لودویک فلک از انجمن پژوهش‌های جامعه‌شناسی علم، جایزه رابرت کی. مرتون از انجمن جامعه‌شناسی آمریکایی، جایزه هربرت دینگل از انجمن تاریخ علم بریتانیا، کمک هزینه گوگنهایم و کمک هزینه‌ای در مرکز پژوهش‌های پیشرفته در علوم رفتاری کسب کرده‌است.
او مشارکت‌کنندهٔ منظم نشریه نقد و بررسی کتاب لندن و نیویورکر است.